# 103 Hera
103 Hera eller 1927 CV är en asteroid upptäckt 7 september 1868 av den kanadensisk-amerikanske astronomen James Craig Watson i Ann Arbor. Asteroiden har fått sitt namn efter Hera, äktenskapets och fruktbarhetens gudinna i grekisk mytologi, som var gift med Zeus och Olympens drottning.